# Jason Miller (estratega de comunicaciones)
Jason Miller (Seattle, c. 1974 o 1975) es un estratega de comunicaciones y asesor político estadounidense, más conocido como el portavoz principal de la campaña presidencial de Donald Trump de 2016 y la transición presidencial de Donald Trump. Fue asesor principal de la campaña de reelección de Trump de 2020. Miller fue anteriormente socio y vicepresidente ejecutivo de Jamestown Associates. Inicialmente fue anunciado como el nuevo Director de Comunicaciones de la Casa Blanca durante la transición presidencial, pero se retiró días después debido a una relación extramatrimonial con una miembro del personal de campaña, que produjo un hijo en julio de 2017. En marzo de 2021, Miller se convirtió en colaborador de Newsmax. En junio de 2021, se informó que Miller había dejado el equipo de Trump para convertirse en CEO de una empresa de tecnología, y en julio lanzó Gettr, una red social conservadora.

## Carrera profesional

### Política
Su primer trabajo en política, desde 1994 hasta 1997, fue como asistente de personal del senador estadounidense Slade Gorton de Washington.
Después de graduarse de la universidad, Miller se mudó a San Diego, California, donde pasó la mayor parte del año siguiente como director de coaliciones del empresario Darrell Issa, quien sin éxito buscó la nominación al Senado de los Estados Unidos en las primarias de 1998. Miller regresó al estado a fines de 1999 para desempeñarse como director político de Issa en su exitosa campaña de 2000 para el 48.º distrito congresional de California.
A finales de 2000, Miller se convirtió en director de campaña de Ric Keller, quien ganó un escaño en la Cámara de Representantes que representa a Florida con el 50,8% de los votos. Miller se desempeñó como jefe de gabinete de Keller y dirigió su exitoso esfuerzo de reelección en 2002, en el que Keller ganó con el 65% de los votos.
De julio de 2003 a julio de 2004, Miller dirigió la campaña de Jack Ryan para el Senado de los Estados Unidos en Illinois. Bajo el liderazgo de Miller, la campaña de Ryan logró ganar una carrera muy disputada por la nominación republicana. El oponente demócrata de Ryan era Barack Obama, entonces senador estatal. Sin embargo, Ryan decidió poner fin abruptamente a su candidatura después de que un juez de California ordenara la apertura del expediente de custodia del candidato republicano, a pesar de las objeciones de ambos padres, creando un furor público. Ryan fue reemplazado como nominado por Alan Keyes, residente de Maryland, y Obama logró una elección fácil en noviembre.
Miller luego se mudó a Florida, donde se desempeñó como consultor político y de comunicaciones para la exitosa campaña primaria de Mel Martínez para el Senado de los Estados Unidos, contra varios contendientes conocidos. Cerró 2004 haciendo consultoría de prensa y contacto con votantes en el esfuerzo ganador de Tom Coburn para el Senado por Oklahoma.
En enero de 2005, Miller fue contratado para administrar la campaña de reelección del senador de Virginia George Allen, ampliamente elegido como uno de los principales contendientes para la nominación presidencial republicana de 2008. En una despedida amistosa diseñada para ayudar a las ambiciones nacionales a largo plazo de Allen, Miller dejó la reelección de Allen en noviembre de 2005 para dirigir el esfuerzo de reelección del gobernador de Carolina del Sur, Mark Sanford. Las esperanzas presidenciales de Allen se vieron frustradas más tarde, perdiendo una reñida contienda después de varios errores importantes (incluido un incidente en el que se refirió a un hombre de tez oscura que estaba filmando uno de sus eventos para una campaña opuesta como un «macaco»), mientras que Sanford logró una reelección del 55%. Después de la campaña, Miller tomó un trabajo en el estado de Carolina del Sur, haciendo planificación estratégica para el gobernador, también sirviendo como subjefe de personal.
La política nacional llamó la atención en abril de 2007, cuando Miller se mudó a Nueva York y se unió a la campaña presidencial de Rudy Giuliani de 2008. El cargo de Miller era Director Adjunto de Comunicaciones. Según un comunicado de prensa, el trabajo de Miller era "supervisar la respuesta rápida nacional del Comité y los esfuerzos de los oradores sustitutos desde la sede en la ciudad de Nueva York, al mismo tiempo que contribuía a los esfuerzos de desarrollo organizativo del Comité en Carolina del Sur y varios otros estados de primaria temprana. " Giuliani terminó su campaña antes del Supermartes, luego de terminar tercero detrás del eventual nominado John McCain en las primarias de Florida.
En 2008, Miller se incorporó a Denzenhall Associates, una firma de relaciones públicas con sede en D.C. que se especializa en comunicaciones de crisis, asesorando a grandes corporaciones, asociaciones comerciales e individuos prominentes.

### Jamestown Associates
Miller se incorporó a la firma consultora Jamestown Associates, con sede en Nueva Jersey, en enero de 2010 como socio y vicepresidente ejecutivo, trabajando en estrecha colaboración en campañas con el director ejecutivo de Jamestown, Larry Weitzner. Sus clientes de 2012 incluyeron al senador estatal Joe Kyrillos, quien perdió su candidatura al Senado de los Estados Unidos por Nueva Jersey, y Richard Mourdock en Indiana, quien ganó sus primarias pero perdió las elecciones generales.
A partir de 2012 y hasta 2016, Miller y Jamestown enfrentaron a varios candidatos insurgentes que desafiaban a los gobernantes republicanos. Estos incluyeron a Mourdock, en Indiana (quien derrotó al veterano senador Richard Lugar en las primarias de 2012, perdiendo ante el demócrata Joe Donnelly en el otoño); y el radiólogo Milton R. Wolf, quien casi obtuvo una victoria sorpresa ante senador de Kansas Pat Roberts en la primaria de agosto de 2014. Trabajaron para el PAC Club for Growth, que utilizó a Jamestown para ayudar a desafiar a un gobernante republicano en Mississippi y nominar a un conservador del Tea Party en Nebraska. A principios de 2015, también trabajaron en la campaña presidencial de Ted Cruz.
En 2013, Miller regresó a Carolina del Sur como productor de anuncios y estratega para la campaña de regreso de Mark Sanford para la Cámara de Representantes, luego del escandaloso romance extramatrimonial del exgobernador con una periodista argentina y su posterior divorcio. A pesar de haber sido rechazado activamente por los comités nacionales del partido y los principales donantes, Sanford ganó la nominación del Partido Republicano con el 56,5%, y luego capturó el escaño del primer distrito con el 54% en las elecciones especiales de mayo. Sobre Miller, el jefe de personal de Sanford, Scott English, dijo: «Es disciplinado en medio de un tiroteo. Es bueno para pensar: '¿De qué estamos hablando? ¿Qué estamos tratando de lograr?' y luego volver al mensaje otra vez … Mucha gente llega a un entorno seguro, donde ya conocen el resultado. Él asume desafíos».
En 2015, Miller y Jamestown Associates fueron los principales consultores de medios y comunicaciones de Matt Bevin en Kentucky. Bevin, que había perdido su desafío al escaño como senador del entonces líder de la mayoría del Senado, Mitch McConnell, un año antes, fue el sorpresivo ganador de una carrera a tres bandas por la nominación a gobernador de Kentucky en mayo, una victoria atribuida en parte a un anuncio de clausura de Miller y Jamestown. Después de una campaña difícil, se quedó atrás en la mayoría de las encuestas; Bevin luego obtuvo una victoria del 53% al 44% contra el fiscal general estatal Jack Conway en noviembre.

### Campaña presidencial de 2016 y transición
Durante la campaña de Bevin y desde entonces hasta principios de 2016, Miller fue el «asesor digital y de comunicaciones» del senador de Texas Ted Cruz en su campaña para la nominación presidencial republicana. Katie Zezima, de The Washington Post, escribió que el desafío de Miller era «elaborar el mensaje de Cruz de conservadurismo inquebrantable y difundirlo entre los grupos de base, donde el senador espera obtener el mayor apoyo». Cruz suspendió su campaña el 5 de mayo, luego de su derrota en las primarias de Indiana.
La relación de Miller con Donald Trump se remonta a antes de la campaña de 2016. En 2011, cuando Trump estaba reflexionando sobre una campaña de 2012, estaba previsto que Miller se desempeñara como director de campaña. El 29 de junio de 2016, la campaña de Trump anunció la contratación de Miller como asesor sénior de comunicaciones. Bloomberg Politics lo describió como un intento de «profesionalizar» la operación de comunicaciones de Trump. Después del anuncio, algunos reporteros notaron los muchos tuits anti-Trump que Miller había enviado antes del final de la campaña de Cruz.
Después de las elecciones, Miller formó parte del equipo de transición de Trump y se desempeñó como su portavoz principal desde noviembre de 2016 hasta enero de 2017. El 22 de diciembre, fue anunciado como la elección del presidente para Director de Comunicaciones de la Casa Blanca. Sin embargo, dos días después, Miller rechazó la oferta y dijo: «Después de pasar la semana pasada con mi familia, la mayor cantidad de tiempo que he podido pasar con ellos desde marzo de 2015, está claro que deben ser mi principal prioridad ahora mismo y este no es el momento adecuado para comenzar un nuevo trabajo tan exigente como el director de comunicaciones de la Casa Blanca. Mi esposa y yo también estamos entusiasmados con la llegada de nuestra segunda hija en enero, y necesito ponerlos al frente de mi carrera ... Espero seguir apoyando al presidente electo desde el exterior una vez que concluya mi trabajo sobre la transición».
Su decisión se produjo después de las acusaciones de una relación extramatrimonial con A. J. Delgado, miembro del personal de la campaña de Trump. Como resultado de la relación con Delgado, Miller se convirtió en padre de un niño en julio de 2017.

### Después de la campaña de 2016
En enero de 2017, Miller vendió su participación en Jamestown Associates y se unió a Teneo Strategy. Teneo asesora a «directores ejecutivos de Fortune 500 en comunicaciones de crisis, comunicaciones corporativas y relaciones con los medios», según Axios. En el papel de asesor de Trump, Miller había criticado a Teneo como una «consultoría corporativa» creada por sus creadores «para compensar la influencia y el poder adquiridos a través de la afiliación con {Hillary Clinton}». Miller continuó en Teneo hasta 2019.
En 2017, se convirtió en colaborador político de CNN. Posteriormente fue retirado de la cadena debido a problemas legales.
El 14 de septiembre de 2018 A. J. Delgado, la madre del hijo de Miller, presentó una demanda en un Tribunal de Circuito de Miami-Dade. En la demanda, Delgado solicita que Miller se someta a una evaluación psicológica porque alega que un cabildero republicano le contó, y que el periodista Yashar Ali confirmó dicha historia, que, en 2012, Miller embarazó a una estríper que conoció en un club de estriptis de Orlando y posteriormente administró en secreto una «píldora abortiva» a la mujer anónima, lo que provocó el aborto del feto y una hemorragia que puso en peligro la vida de la mujer anónima.
Miller presentó una demanda por difamación de 100 millones de dólares contra Gizmodo Media Group y la reportera de Splinter News, Katherine Krueger, por sus informes. El coanfitrión del pódcast Chapo Trap House, Will Menaker, fue agregado como acusado en la demanda después de que Menaker tuiteó: «rat faced baby killer and Trump PR homunculus, Jason Miller, is suing my girlfriend for $100 million, cool!» («Jason Miller, el asesino de bebés con cara de rata y homúnculo de relaciones públicas de Trump, está demandando a mi novia por $ 100 millones, ¡genial!»). El caso de Miller fue desestimado y el tribunal de Nueva York determinó que el artículo de Splinter era «un informe sustancialmente verdadero y justo del procedimiento judicial». Posteriormente Miller presentó otra demanda en Florida, que también fue desestimada. En la acción de Florida se le ordenó pagar a Gizmodo $ 42 000 en honorarios legales.
En octubre de 2019, Miller comenzó a copresentar, con Steve Bannon, War Room: Impeachment, un programa de radio y pódcast diario destinado a asesorar a la Casa Blanca de Trump y sus aliados sobre cómo combatir la investigación del proceso de destitución contra Donald Trump. El pódcast se eliminó de YouTube en enero de 2021, luego del asalto al Capitolio de los Estados Unidos de 2021.
La campaña de Trump de 2020 contrató a Miller como asesor principal en junio de 2020. La campaña de Trump canalizó su salario mensual de 35 000 dólares a través de su antigua empresa, lo que dificultó a la madre del hijo de Miller demostrar sus ingresos en la corte y le ayudó a eludir aproximadamente 3000 dólares mensuales en manutención de menores.
En octubre de 2020, poco después de que el FBI anunciara que había frustrado un intento de un grupo de milicias de derecha de secuestrar a la gobernadora de Míchigan, Gretchen Whitmer, Miller dijo que era «vergonzoso» que Whitmer culpara a la retórica divisiva del presidente Trump por el plan de secuestro. Trump había tuiteado «LIBERATE MICHIGAN!» («¡LIBEREN MÍCHIGAN!») en abril de 2020, que fue visto como un grito de guerra para los oponentes de Whitmer. Miller dijo: «Si queremos hablar sobre el odio, gobernadora Whitmer, mírese en el espejo».
En los días previos a las elecciones de 2020, Miller afirmó sin fundamento que el recuento de votos después del día de las elecciones equivalía a que los demócratas se robaran las elecciones. Contrariamente a la afirmación de Miller, los votos electorales no se otorgan hasta diciembre y las elecciones nunca se han certificado en la noche de las elecciones. Spencer Cox, el entonces vicegobernador republicano de Utah, tuiteó que la gente debería «ignorar» declaraciones como la de Miller. Cox llamó a la declaración de Miller «basura».
El 18 de marzo de 2021 se anunció que Miller se había unido a Newsmax como colaborador.

### Gettr
En junio de 2021, se informó que Miller había dejado el equipo de Trump para convertirse en director ejecutivo de una empresa de tecnología. El 1 de julio de 2021, lanzó una versión beta de la red social Gettr, que está dirigida a conservadores y que Miller ha descrito como un «lugar donde la gente no será cancelada».

## Vida personal
Miller vive en los suburbios de Washington D. C.. Está casado y tiene dos hijos. También tuvo un hijo con A. J. Delgado durante una breve relación extramarital, nacido seis meses después de su segundo hijo.
En 2018, Miller fue acusado de drogar a una amante con una droga abortiva, al mezclar una pastilla en un batido de frutas. La controversia resultante le llevó a dejar su puesto de comentarista político en CNN.
En 2019, Miller admitió en la corte que tenía un historial de visitar prostitutas y de frecuentar «salones de masajes de temática asiática».